# Чарлз Сідні Сміт
Чарлз Сідні Сміт (англ. Charles Sydney Smith, 26 січня 1876 — 6 квітня 1951) — британський плавець і ватерполіст.
Олімпійський чемпіон 1908, 1912, 1920 років, учасник 1924 року.